# Egrek, Kărdjali
Egrek (în bulgară Егрек) este un sat în comuna Krumovgrad, regiunea Kărdjali,  Bulgaria. 

## Demografie
Componența etnică a satului Egrek
     Nicio identificare (36,26%)
     Turci (1,62%)
     Bulgari (59,67%)
     Romi (0%)
     Altele (2,43%)
La recensământul din 2011, populația satului Egrek era de 615 locuitori. Din punct de vedere etnic, majoritatea locuitorilor (59,67%) erau bulgari, cu o minoritate de turci (1,62%). Pentru 36,26% din locuitori nu este cunoscută apartenența etnică.